# Troilus and Cressida (opera)
Troilus and Cressida (Troilus och Cressida) är en opera i tre akter med musik av William Walton och libretto av Christopher Hassall efter Chaucers dikt Troilus and Crieseyde (ca 1380).

## Historia
Efter Benjamin Brittens succé med Peter Grimes 1945 sporrades Walton att också försöka sig på operatonsättning. Han ville skapa en engelsk bel canto-opera som förenade poesi med musikdramatik. I rollen som Cressida hade han tänkt sig sopranen Elisabeth Schwarzkopf men hon avböjde erbjudandet och angav sin dåliga engelska som skäl. Det blev i stället den ungerska sångerskan Magda László som kreerade rollen, men hennes engelska var så dålig att hon var tvungen att få privatlektioner av Waltons argentinska fru Susana. Problemen fortsatte då dirigenten Malcolm Sargent, som var en förkämpe för Waltons musik men ovan som operadirigent, inte lyckades lära sig partituret under repetitionstiden. Premiären den 3 december 1954 på Covent Gardenoperan i London blev också en blandad framgång, där dock de flesta kritiker betecknade operan som hopplöst föråldrad på grund av sitt romantiska tonspråk. Ett annat problem var Hassalls libretto, som ansågs alldeles för självcentrerat och poetiskt. Walton reviderade operan 1963 och 1976. För revideringen 1976 sänkte Walton rollen som Cressida från sopran till mezzosopran till förmån för sångerskan Janet Baker.

## Personer
- Cressida, Trojansk prästinna, dotter till Calkas (sopran, mezzosopran  1976)
- Troilus, prins av Troja, son till kung Priamos (tenor)
- Calkas, Pallas Athenas överstepräst, fader till Cressida (bas)
- Antenor, Trojansk kapten (baryton)
- Evadne, Cressidas tjänarinna (mezzosopran)
- Pandarus, broder till Calkas (tenor)[b]
- Horaste, Pandarus vän (bas)
- Diomede, prins av Argos (baryton)

## Handling
Grekland, tionde året av det Trojanska kriget.

### Akt I
Trojan befinner sig under belägring av grekerna. Översteprästen Calkas vill ge upp men Antenor bestämmer sig för att strida. Troilus bekänner sin kärlek till Cressida, Calkas dotter, och erbjuds hjälp av hennes farbror Pandarus att övertala Calkas. Calkas kapitulerar inför grekerna och Antenor tas tillfånga. Troilus går för att rädda honom och tar en sjal från Cressida som ett kärlekstecken.

### Akt II
Pandarus ordnar ett möte mellan Troilus och Cressida medan de söker skydd från en storm. De älskande förklarar varandra sin kärlek. De avbryts av den grekiske prinsen Diomede som kräver att Cressida återvänder till Calkas i utbyte mot Antenor. Cressida och Troilus tvingas ta avsked och han återlämnar sjalen.

### Akt III
Cressida har inte hört från Troilus på flera veckor. Obekant för Cressida har hans brev till henne lästs av Calkas. Diomede lyckas slutligen förföra Cressida och får sjalen som hon tidigare gav Troilus. Pandarus och Troilus anländer i tid för att höra Diomede göra anspråk på Cressida som hans. Men hon vägrar ge upp Troilus och en strid utbryter i vilken Troilus såras dödligt av Calkas. Både Calkas och Cressida tas till fånga, men för att hindra Diomede att få sin vilja igenom, begår Cressida självmord med Troilus svärd.